# 王学泰
王学泰（1942年12月—2018年1月12日），中国社会科学院文学所研究员、研究生院教授。主要研究方向为中国游民与流民文化。

## 生平
由于父亲16岁离开家乡山西省清源县（清源县后与徐沟县合并为清徐县），到内蒙古的绥远学织地毯，学成后到北京办厂，全家定居北京。王学泰1942年出生于北京，祖籍山西清源。在北京上学期间，与遇罗克是同学。1964年，王学泰毕业于北京师范学院中文系，1970年在北京房山中学工作。
1975年，因对无产阶级文化大革命和批林批孔有批评言论，王学泰以现行反革命的罪名被判处有期徒刑13年，1975年3月至1978年10月被关押在北京K字楼看守所和北京第一监狱，这段经历被记录在他的著作《监狱琐记》中。
2018年1月12日早晨病逝于北京。

## 贡献
王学泰挖掘了传统士大夫阶层精英文化之外的底层游民文化，关注了中国历史上底层社会中的脱离当时社会秩序的群体，并出版了《中国流民》《游民文化与中国社会》等相关著作。

## 著作
- 《游民文化与中国社会》
- 《中国人的饮食世界》
- 《中国流民》
- 《华夏饮食文化》
- 《幽默中的人世百态》
- 《中国人的幽默》
- 《燕谭集》
- 《多梦楼随笔》
- 《偷闲杂说》
- 《水浒与江湖》
- 《重读江湖》
- 《中国古典诗歌要籍丛谈》
- 《中国饮食文化史》
- 《监狱琐记》